# Kalač na Donu
Kalač na Donu je ruské město nacházející se v evropské části Ruska ve Volgogradské oblasti asi 80 kilometrů západně od Volgogradu na řece Donu u Cimljanské přehradní nádrže nedaleko od Volžsko-donského kanálu. Podle sčítání lidu z roku 2010 zde žilo 26910 lidí. Město má rozlohu 18 kilometrů čtverečních a nachází se v nadmořské výšce 40 metrů nad úrovní Černého moře.

## Historie
První písemná zmínka o něm pochází z roku 1708, městem se oficiálně stal v roce 1951.

### 2. světová válka
Během Velké vlastenecké války zde probíhaly obranné boje ve dnech 25. července až 11. srpna 1942, které předznamenaly Stalingradskou bitvu. V té době se zde neúspěšně bránila 64. armáda a 1. tanková armáda Rudé armády silám Paulusovy 6. armády Wehrmachtu.
Později zde proběhla závěrečná část operace Uran, která znamenala obklíčení německé 6. armády vázané v bitvě u Stalingradu. Tehdy se zde 23. listopadu 1942 setkala sovětská vojska Jihozápadního frontu (útočícího ze severozápadu) a Stalingradského frontu (útočícího od jihozápadu) a dokončila tak obklíčení německých vojsk u Stalingradu. Ve městě se nacházel důležitý most přes řeku Don, který sovětská vojska díky momentu překvapení (špatné počasí - sněhová vánice) dobyla z chodu a získala jej nepoškozený.